# 안양 관양동 존속 살해 사건
안양 관양동 존속 살해 사건(安養冠陽洞存續殺害事件)은 2008년 6월 7일 범인 김정균(당시 21세)이 선배인 조경환(당시 22세)과 공모하여 거액의 보험금을 타내기 위하여 친어머니인 강모씨(당시 42세)를 살해한 사건이다.

## 사건 개요
2008년 6월 7일 범인 김정균(당시 21세)은 선배인 조경환(당시 22세)과 공모하여 거액의 보험금을 타내기 위하여 당일 새벽 4시 45분경, 강도로 위장한 뒤 경기도 안양시 동안구 관양동에 위치한 자신의 집에 침입하여 친어머니인 강모씨(당시 42세)를 살해하였다. 다음날인 2008년 6월 8일, 제보자의 신고를 받고 출동한 경찰은 전형적인 강도 살인 사건으로 가닥을 잡고 수사를 진행하였으나, 피해자의 사망으로 인해 친아들인 김이 3억원에 이르는 거액의 보험금을 수령하였다는 점과 사건 당일의 알리바이가 불투명한 점, 그리고 사건 직후 그의 선배 조가 자취를 감춘 점 등을 유추해 그를 제1의 용의자로 보고 은밀히 내사를 진행하였다.
2008년 6월 26일, 잠입 끝에 전라북도 군산시로 도피하고 있던 조를 검거한 경찰은 그로부터 김과의 공모 사실을 자백받은 뒤, 안양6동에 위치한 자신의 집으로 귀가하던 김을 검거하였다. 김 등은 지난 2008년 4월 25일 새벽 4시경에 안양시 동안구 소재의 한 카페에 손님으로 위장하고 들어가 몽키스패너로 여주인 박 모(당시 48세)의 머리를 수차례 가격한 뒤 현금 10만원과 신용 카드를 빼앗아 달아난 사실 또한 자백하였다.
결국 존속살해 등의 혐의로 구속 기소된 김과 조는 2008년 11월 14일 수원지방법원으로부터 무기징역을 선고받고 각각 항소장을 제출하였으나, 2009년 4월 10일 서울고등법원은 항소를 기각해 원심을 유지했다. 2009년 6월 23일 대법원은 김과 조에게 무기징역을 선고한 원심을 확정하여 사건을 종결지었다.